# Ludwik Zalewski (senator)
Ludwik Zalewski (ur. 20 kwietnia 1954 w Grądach, zm. 6 stycznia 2025 w Łomży) – polski wojskowy i polityk, podpułkownik Wojska Polskiego, senator VI kadencji.

## Życiorys
W 1974 ukończył Technikum Samochodowe w Olsztynie, następnie studiował na Wydziale Mechanicznym Wojskowej Akademii Technicznej im. Jarosława Dąbrowskiego w Warszawie.
W latach 1979–2003 pełnił zawodową służbę wojskową między innymi na stanowisku dowódcy 1 Łomżyńskiego Batalionu Remontowego im. płk. Mariana Raganowicza (JW Nr 1511) oraz dowódcy garnizonu w Łomży. Na emeryturze zajmował się działalnością gospodarczą (prowadził strzelnicę sportową) i turystyczną. Był właścicielem Muzeum „Forty Piątnica”.
W 2005 z listy Ligi Polskich Rodzin został senatorem VI kadencji z okręgu białostockiego. W trakcie kadencji należał do Senatorskiego Klubu Narodowego, uczestniczył w pracach Komisji Obrony Narodowej (jako jej wiceprzewodniczący) oraz Komisji Spraw Emigracji i Łączności z Polakami za Granicą. W 2006 bez powodzenia kandydował na urząd prezydenta Łomży (uzyskał 7,72% poparcia, tj. 1514 głosów, zajmując 5. miejsce). W 2007 nie został ponownie wybrany do Senatu. W wyborach samorządowych w 2010 bez powodzenia kandydował do sejmiku podlaskiego z listy Prawa i Sprawiedliwości.
W 2003 otrzymał Srebrny Krzyż Zasługi.

## Życie prywatne
Był żonaty i miał troje dzieci.